# Nacho (fotbollsspelare)
Artikeln följer den spanska namnseden; faderns efternamn är Fernández och moderns efternamn Iglesias.
José Ignacio Fernández Iglesias, född 18 januari 1990, mer känd som Nacho, är en spansk fotbollsspelare (mittback) som spelar för saudiska Al-Qadsiah.